# هؤلاء الثلاثة وعشرون
هؤلاء الثلاثة وعشرون (بالفارسية: آن بيست و سه نفر) هو عنوان كتاب لأحمد یوسف‌ زاده يذكر فيها ذكريات الستينات التي تم فيها القبض على عدد من الشباب الإيرانيين دون الثامنة عشرة سنة في عمليات بيت المقدس لتحرير خرمشهر، من قبل العراقيين. تمّ نشر هذا الكتاب، لأول مرة من قبل دار نشر سوره مهر(سورة المحبة) باللغة الفارسية وذكرت وكالة مهر للأنباء أن بيع كتاب هؤلاء الثلاثة وعشرون في معرض الكتاب سجل رقم قياسي وعبر الحدود 10000 نسخة في الطبعة السادسة. المرشد الأعلي للثورة الإسلامية، علي خامنئي أرسل تعليقاً وقاسم سليماني، قائد قوات القدس الإيرانية، كتب رسالة وقدما الشكر والتحية لمؤلف الكتاب.

## موضوع الكتاب
يرتكز موضوع الكتب حول ذكريات ثلاثة وعشرون شاباً دون الثامنة عشرة سنة، الذين تم القبض عليهم من قبل النظام البعثي وإستغلها النظام البعثي للدعاية ضد إيران وأعلن صدام حسين للعالم أن أطفال الإيرانيين أرسلو قسرا إلى الحرب وقرر أن يرجع هؤلاء الأطفال إلى أمهاتهم. لكن إيران انكرت مثل هذا الموضوع. ويتبع المؤلف إن صدام وإبنته إجتمعا مع هؤلاء الثلاثة وعشرون سجين إيراني في قصر بغداد. وقال لهم: ينبغي أن تكونوا في المدرسة، وليس في ساحة المعركة و... وإلتقط صدام وابنته صورة مع السجناء. وبعدما واجهت عودة السجناء صعوبة وأضربوا عن الطعام لمدة خمسة أيام، تم نقلهم إلى معسكر السجناء وعادوا إلى إيران بعد الحرب.

## طالع ايضاً
- دا